# Transkrypcja na chiński
Transkrypcja z punktu widzenia języka chińskiego to proces odwrotny do latynizacji, który pozwala na zapisanie obcych nazw i nazwisk przy pomocy pisma chińskiego.
Główną zasadą takiej transkrypcji jest podobieństwo fonetyczne. Znaczenie użytych znaków jest na ogół (patrz poniżej) pomijane.
Dla niektórych języków Chińczycy tworzą tabele, które ten proces ułatwiają. 
Częściej używane nazwy, nazwiska i imiona mają ustalone, słownikowe formy. Przykładami mogą być: 
- 波兰 (bōlán) – „Polska”, transkrypcja nazwy angielskiej (Poland);
- 约翰 (yuēhàn) – chińska forma imienia Jan, która pochodzi od Johana, krótkiej formy holenderskiego Johannesa;
- 布什 (bùshí) – angielskie nazwisko Bush.

Ponieważ struktura fonologiczna języka chińskiego (język składa się ze stosunkowo niedużej liczby sylab) w przypadku wielu języków bardzo utrudnia dobranie możliwie podobnego ekwiwalentu, transkrybowanie na chiński cechuje się dużą dowolnością. Dlatego w wielu przypadkach współistnieje kilka form obcej nazwy, dopóki jedna z nich nie stanie się normą.
Chińczycy nie mają problemu z transkrybowaniem np. koreańskich i japońskich nazwisk oraz nazw własnych, bo mają one formy zapisywane w piśmie chińskim. Dla cudzoziemca uczącego się chińskiego problem polega na tym, że ich wymowa może być niepodobna do oryginału, np. Akira Kurosawa (黒澤明) po chińsku nazywa się Hēitán Míng (patrz: pinyin), a firma Honda (本田) nazywa się Běntián.
Podobnym zaskoczeniem mogą być chińskie nazwy firm zagranicznych. Przyjmując miejscową tradycję, starają się one, żeby ich chińska nazwa nie tylko przypominała oryginał, ale miała także pozytywne, przynoszące pomyślność znaczenie. Tym samym McDonald’s nazywa się 麦当劳 Màidāngláo („zboże staje się pracą”), Coca-Cola - 可口可乐 Kěkǒu Kělè („smaczny i radosny”), IKEA - 宜家 yijiā („dopasowana rodzina”) itp.